# فولتا غواتيمالا 2016
فولتا غواتيمالا 2016 (بالإنجليزية: 2016 Vuelta a Guatemala)‏  هو سباق دراجات هوائية، وهو الموسم رقم 56 من نفس السباق، وأقيم خلال الفترة 24 أكتوبر 2016، وحتى 1 نوفمبر 2016، وهو أحد سباقات طواف أمريكا للدراجات 2016، وقد شارك في السباق 66 متسابقاً ووصل إلى نهايته 50 متسابقاً.
فاز فيه بالمركز الأول Román Villalobos ‏، وبالمركز الثاني مانويل روداس، وبالمركز الثالث فيكتور غارسيا (دراج).

## المراحل
| قائمة المراحل | قائمة المراحل | قائمة المراحل                        | قائمة المراحل  | قائمة المراحل | قائمة المراحل      | قائمة المراحل     |
| المرحلة       | التاريخ       | الدورة                               |                | المسافة (كم)  | الفائز بالمرحلة    | القائد العام      |
| ------------- | ------------- | ------------------------------------ | -------------- | ------------- | ------------------ | ----------------- |
| 1             | 24 أكتوبر     | غواتيمالا – El Progreso, Jutiapa ‏    | مرحلة مستوية   | 130           | Alder Torres ‏      | Alder Torres ‏     |
| 2             | 25 أكتوبر     | خوتيابا – Chiquimulilla ‏             | مرحلة مستوية   | 112.5         | Alfredo Ajpacajá ‏  | Alder Torres ‏     |
| 3             | 26 أكتوبر     | Puerto San José ‏ – قسم ريتالهوليو    | مرحلة مستوية   | 174.5         | Dorian Monterroso ‏ | Alder Torres ‏     |
| 4             | 27 أكتوبر     | Champerico ‏ – قسم ريتالهوليو         | فردي ضد الساعة | 37.8          | مانويل روداس       | مانويل روداس      |
| 5             | 28 أكتوبر     | San Pedro Sacatepéquez ‏ – سان ماركوس | مرحلة جبلية    | 125.5         | Román Villalobos ‏  | مانويل روداس      |
| 6             | 29 أكتوبر     | كويتزالتنانغو – كويتزالتنانغو        | مرحلة مستوية   | 117           | Cristian Pita ‏     | مانويل روداس      |
| 7             | 30 أكتوبر     | بتوتونيكابان – سولولا                | مرحلة جبلية    | 99.5          | بايرون غواما       | Román Villalobos ‏ |
| 8             | 31 أكتوبر     | تشيمالتنانغو – Tecpán Guatemala ‏     | مرحلة جبلية    | 109.1         | Jonathan de León ‏  | Román Villalobos ‏ |
| 9             | 1 نوفمبر      | غواتيمالا – غواتيمالا                | مرحلة مستوية   | 105           | Elías Vega ‏        | Román Villalobos ‏ |

## التصنيف العام النهائي
| التصنيف العام | التصنيف العام        | التصنيف العام | التصنيف العام | التصنيف العام |        |
| الدراج        | الدراج               | البلد         | الفريق        | الوقت         | السرعة |
| ------------- | -------------------- | ------------- | ------------- | ------------- | ------ |
| 1.            | Román Villalobos ‏    | كوستاريكا     |               |               |        |
| 2.            | مانويل روداس         | غواتيمالا     |               |               |        |
| 3.            | فيكتور غارسيا (دراج) | إسبانيا       |               |               |        |
| 4.            | Juan Pablo Rendón ‏   | كولومبيا      |               |               |        |
| 5.            | بايرون غواما         | الإكوادور     |               |               |        |
| 6.            | Elías Vega ‏          | كوستاريكا     |               |               |        |
| 7.            | جيفرسون سيبيدا       | الإكوادور     | Ecuador       | + 5 د 24 ث    |        |
| 8.            | Alder Torres ‏        | غواتيمالا     |               |               |        |
| 9.            | Daniel Bonilla ‏      | كوستاريكا     |               |               |        |
| 10.           | Alfredo Ajpacajá ‏    | غواتيمالا     |               |               |        |